# سن-ماریتیم
شهرستان سن ماریتیم (به فرانسوی: Seine-Maritime) در ناحیه نرماندی علیا در کشور فرانسه واقع شده‌است.